# Ipomoea triloba
Ipomoea triloba ist eine Pflanzenart aus der Gattung der Prunkwinden (Ipomoea) aus der Familie der Windengewächse (Convolvulaceae). Die Art ist in Amerika und den Westindischen Inseln verbreitet und kommt auch verwildert in den tropischen Gebieten der Alten Welt vor. Nach R. Govaerts ist zu dieser Art auch als Synonym Ipomoea krugii Urb.   zu stellen.

## Beschreibung
Ipomoea triloba ist eine schlanke, krautige Kletterpflanze, die spärlich bis dicht behaart ist und verkahlend sein kann. Die Laubblätter sind lang gestielt, die Blattspreite ist klein, meist nur 3 bis 5 cm lang, oftmals aber auch länger. Die Basis ist herzförmig, die Blattfläche meist tief drei- bis fünffach gelappt. Die Lappen sind spitz oder spitz zulaufend und ganzrandig.
Die Blütenstände bestehen aus einer bis einigen Blüten. Die Blütenstandsstiele sind meist länger als die Blattstiele. Die Blütenstiele sind schlank und 1 bis 2 cm lang. Die Kelchblätter sind langgestreckt oder oval, 5 bis 6 mm lang, spitz oder zugespitzt und oftmals stachelspitzig. Die Außenseite ist für gewöhnlich filzig behaart und lang bewimpert. Die Krone ist pink oder blass violett gefärbt, das innere des Schlundes ist dunkelrot oder dunkelviolett. Die Krone ist meist 2,5 bis 3,5 cm (selten auch nur 1,5 cm) lang, der Kronsaum ist 1 bis 2 cm oder auch mehr breit.
Die Früchte sind zweikammerige Kapseln, die behaart oder unbehaart sein können und etwa 7 mm im Durchmesser messen. Die Samen sind unbehaart.
Die Chromosomenzahl beträgt 2n = 30.

## Verbreitung
Die Art ist im Süden der USA, in Mexiko, Britisch-Honduras, Guatemala, El Salvador bis Panama und in Südamerika bis nach Argentinien, sowie auf den Westindischen Inseln vor und ist in den Tropen der Alten Welt ein Neophyt. Sie kommt in feuchten bis nassen Dickichten und Waldrändern, in Hecken oder als Unkraut auf Kulturflächen vor. Sie wächst in Höhenlagen unterhalb von 1500 m und ist in niedrigen Höhenlagen reichlich zu finden.